# Trbovlje község
Trbovlje község (szlovén nyelven: Občina Trbovlje) Szlovénia 212 alapfokú közigazgatási egységének, azaz községének egyike a Zasavska statisztikai régióban. A község székhelye Trbovlje város. Lakosainak száma 16 014 fő (2020. július 1.).

## A község települései
A községhez Trbovlje székhelyen kívül a következő települések tartoznak:
- Čebine
- Čeče
- Dobovec
- Gabrsko
- Klek
- Ključevica
- Knezdol
- Ojstro
- Ostenk
- Planinska Vas
- Prapreče
- Retje nad Trbovljami
- Škofja Riža
- Sveta Planina
- Vrhe
- Završje
- Župa

## Népesség
| Lakosok száma | 17 571 | 17 525 | 17 134 | 16 938 | 16 814 | 16 461 | 16 282 | 16 149 | 16 037 | 16 014 |
|               | 2008   | 2009   | 2011   | 2012   | 2013   | 2015   | 2016   | 2017   | 2019   | 2020   |